# Un año sin amor
Un año sin amor és una pel·lícula de drama argentina del 2005 dirigida per Anahí Berneri, i escrit per Berneri i Pablo Pérez, adaptant la novel·la autobiogràfica homònima de Pérez. La trama mostra Pablo, un escriptor que tracta la solitud i la sida. Anhelant l'amor, col·loca anuncis en una revista gai i es veu involucrat en el món secret de l'escena del cuir gai de Buenos Aires.
Un año sin amor fou projectada a diversos festivals de cinema de temàtica LGBT, i va obtenir diversos premis, com el Premi Teddy a la Millor pel·lícula gai al 55è Festival Internacional de Cinema de Berlín.

## Trama
Pablo és un poeta en dificultats que viu amb VIH a Buenos Aires. Al llarg d'un any tracta temes relacionats amb la seva salut, la seva família, la seva recerca de l'amor i la seva implicació en desenvolupament amb el fetitxisme de cuir. L'any culmina amb la publicació del seu dietari en forma de novel·la, Un any sin amor.

## Repartiment
- Juan Minujín - Pablo Pérez
- Mimí Ardu - Tia
- Carlos Echevarría - Nicolás
- Bárbara Lombardo - Julia
- Javier Van de Couter - Martín
- Osmar Núñez - Comisario Báez
- Ricardo Merkin - Pare de Pablo
- Carlos Portaluppi - Editor
- Mónica Cabrera - Assistent social
- Ricardo Moriello - Juan
- Juan Carlos Ricci - Dr. Rizzo

## Premis
Guanyador
- 55è Festival Internacional de Cinema de Berlín: Premi Teddy a la millor pel·lícula; 2005.[2]
- Outfest: Gran Premi del Jurat, Funció narrativa internacional destacada; 2005.[3]
- Festival de cinema gai i lèsbic de Nova York: Millor llargmetratge de narrativa estrangera; 2005.

Nominacions
- Festival Internacional de Cinema de Mar del Plata: Premi FIPRESCI, Anahi Berneri; Millor pel·lícula; 2005
- Premis Cóndor de Plata: Premi Còndor de Plata; Millor guió adaptat; Millor actor revelació, Juan Minujín; Millor Vestuari, Roberta Pesci; 2006.